# He Gassen

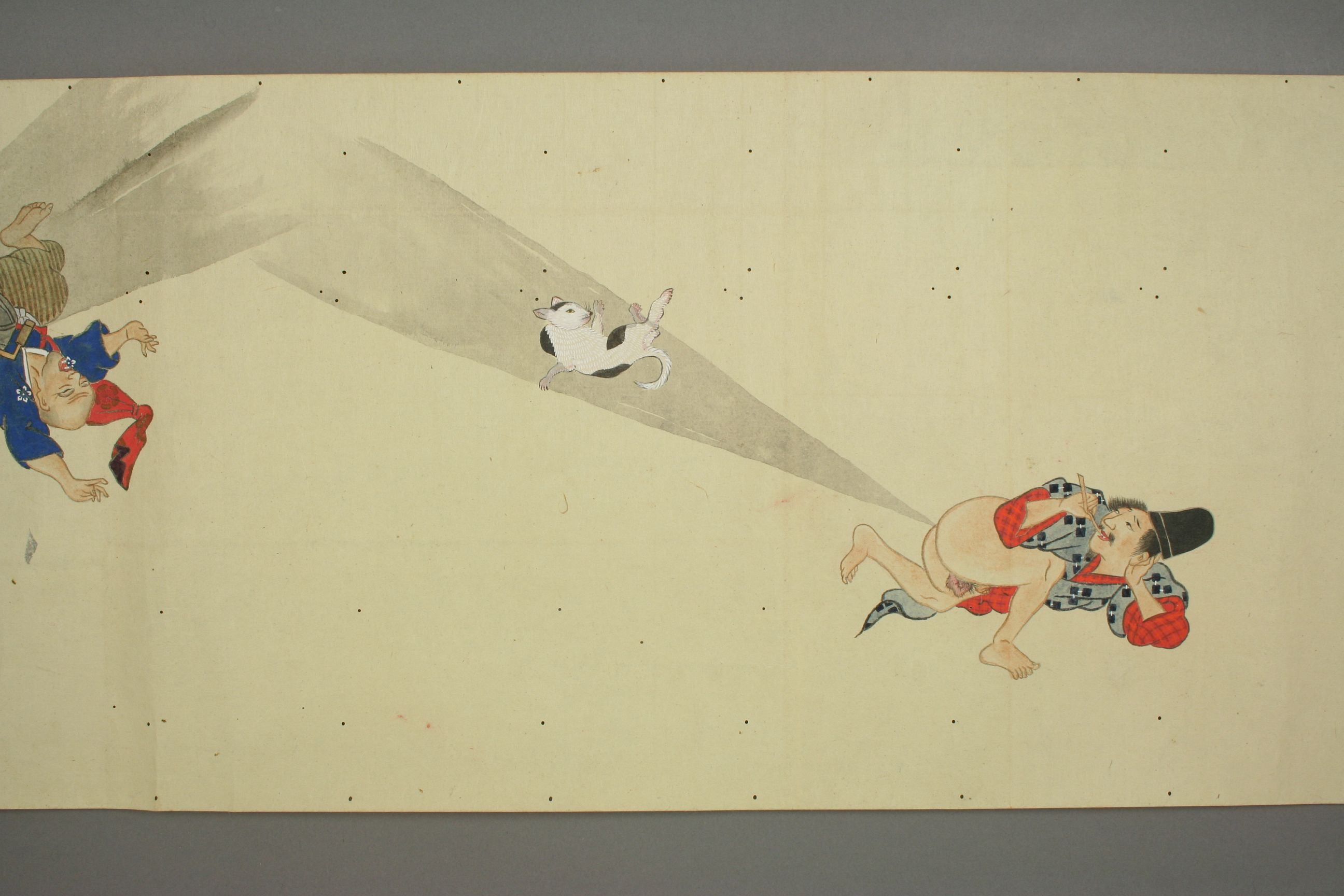
Una de las muchas representaciones del rollo, en esta, se muestra a una persona tirando una flatulencia a un gato.

He-Gassen  (Japonés: 屁合戦  Competición de pedos  o Batalla de pedos) es un rollo de papel con dibujos en tinta realizado durante el período Edo por un artista desconocido. El rollo fue digitalizado por la biblioteca de la Universidad de Waseda. El rollo pudo haberse realizado para resaltar los cambios políticos y sociales en Japón. Se puede observar en estos dibujos personajes, en su mayoría hombres,  semidesnudos en varias posiciones tirando flatulencias en dirección a otras personas, animales u objetos.

## Historia
Estos dibujos son del período japonés Edo (1603-1868) y representan lo que se conoce como  "competencia de pedos". Las imágenes muestran a la gente  expulsando sus gases sobre gatos, caballos, e incluso a otras personas.